# Camponotus foveolatus
Camponotus foveolatus é uma espécie de inseto do gênero Camponotus, pertencente à família Formicidae.